# 塞讷塞莱第戎
塞讷塞莱第戎（法語：Sennecey-lès-Dijon，法語發音：[sɛnsɛ lɛ diʒɔ̃]，意为“第戎附近的塞讷塞”）是法国科多尔省的一个市镇，位于第戎市区的东南方向，属于第戎区和第戎都市圈。

## 地理
塞讷塞莱第戎（47°17'26"N, 5°6'19"E）面积3.42 平方千米，位于法国勃艮第-弗朗什-孔泰大區科多尔省，该省份为法国中东部省份，北起奥布省，西接涅夫勒省和约讷省，南至索恩-卢瓦尔省，东南接汝拉省，东临上索恩省，东北部与上马恩省接壤。
与塞讷塞莱第戎接壤的市镇（或旧市镇、城区）包括：第戎、舍维尼圣索沃尔、讷伊-克里莫卢瓦。

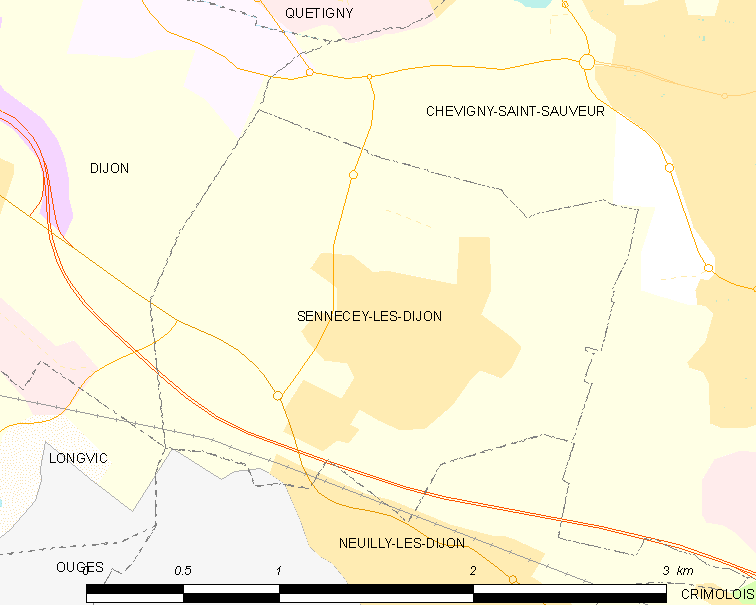
塞讷塞莱第戎的OSM定位图

塞讷塞莱第戎的时区为UTC+01:00、UTC+02:00（夏令时）。

## 行政
塞讷塞莱第戎的邮政编码为21800，INSEE市镇编码为21605。

## 政治
塞讷塞莱第戎所属的省级选区为舍维尼圣索沃尔县。

## 人口

1962-2008年间塞讷塞莱第戎人口变化图示

塞讷塞莱第戎于2022年1月1日时的人口数量为2125人。